# Club Nintendo
 (novembre 2014).
Club Nintendo était un programme de fidélisation de Nintendo, une marque œuvrant dans le secteur du jeu vidéo, disponible à partir de 2002 en Europe, sous le nom Nintendo VIP 24:7, à partir de 2003 au Japon et de 2008 en Australie et en Amérique du Nord, où il est d'abord nommé My Nintendo. Ce programme comporte notamment un site web gratuit, proposant aux utilisateurs d'enregistrer leurs produits Nintendo à l'aide d'un code pour gagner des points leur permettant de recevoir des récompenses.
Les membres du Club Nintendo peuvent gagner des points (Étoiles en Europe, Coins en Amérique du Nord) en enregistrant des codes sur une carte à gratter présente dans la plupart des jeux sur console Nintendo. Certains questionnaires sur le produit enregistré permettent également de gagner des points. À l'origine les cartes à gratter n'étaient présentes que dans les jeux Nintendo mais, à partir de mars 2011, certains jeux d'éditeurs tiers en possèdent aussi.
Le 20 janvier 2015, Nintendo annonce la fermeture du Club Nintendo pour le courant de l'année, avant la mise en place d'un nouveau programme de fidélité. La fermeture du site est effective le 30 juin 2015 en Amérique du Nord et le 30 septembre 2015 au Japon et en Europe. Le service remplaçant, nommé My Nintendo, a été lancé le 31 mars 2016.
Club Nintendo désigne également un magazine qui était envoyé gratuitement aux membres du club. En France, ce service a duré de 1989 à 1992.

## Objets du Club Nintendo

### Europe
| Objet                                                                               | Nombre d'étoiles | Année | Description |
| ----------------------------------------------------------------------------------- | --- | ----- | --- |
| Lunette de soleil Wii Fit                                                           | ??? | ???   | Lunette de soleil blanche arborant le logo du jeu Wii Fit sur les branches. |
| Casquette Wii Fit                                                                   | ??? | ???   | Casquette blanche arborant le logo du jeu Wii Fit. |
| Pare-soleil Mario Kart                                                              | ??? | ???   | Pare-soleil représentant Mario et Luigi extraits de la pochette du jeu Mario Kart Wii. |
| Fonds d'écran Nintendo                                                              | 50 | 2007  | Sélection de différents fonds d'écran parmi les jeux et personnages de Nintendo. |
| Nintendo Points Card (100)                                                          | 400 | 2007  | Carte de 100 Nintendo Points utilisables dans la boutique Nintendo DSi et dans la chaîne boutique Wii uniquement. |
| Nintendo Points Card (300)                                                          | 1 200 | 2007  | Carte de 300 Nintendo Points utilisables dans la boutique Nintendo DSi et dans la chaîne boutique Wii uniquement. |
| Nintendo Points Card (500)                                                          | 2 000 | 2007  | Carte de 500 Nintendo Points utilisables dans la boutique Nintendo DSi et dans la chaîne boutique Wii uniquement. |
| Nintendo Points Card (1 000)                                                        | 4 000 | 2007  | Carte de 1 000 Nintendo Points utilisables dans la boutique Nintendo DSi et dans la chaîne boutique Wii uniquement. |
| Bloc-notes NES Classic                                                              | 4 000 | 2007  | Lot de deux bloc-notes illustrés des dessins classiques de Link et de Mario. |
| Trousse pour accessoires Nintendo DS                                                | 5 500 | 2007  | Trousse de rangement pour accessoires Nintendo DS de couleur marron ou rose. |
| Sac Wii                                                                             | 6 000 | 2007  | Sac besace blanc arborant le logo de la Nintendo Wii. |
| Boîtes à jeux Mario                                                                 | 4 500 | 2007  | Support de type serre-livre dont les extrémités représentent le logo du Club Nintendo et permettant le rangement de 6 jeux Nintendo DS. |
| Mario Kart Racing Collection                                                        | 2 000 | 2007  | Figurines de la série Mario Kart au choix parmi Mario, Yoshi, Luigi, Princesse Peach, Wario, Donkey Kong et Bowser. |
| Porte-clefs de la série Mario                                                       | 1 500 | 2007  | Porte-clefs au choix parmi Mario, Yoshi, Princesse Peach, Wario et Donkey Kong. |
| Bracelet Royaume Champignon                                                         | 4 000 | 2007  | |
| DS Lite Value Pack                                                                  | 5 000 | 2007  | Pack comprenant six boîtes de protection pour jeux Nintendo DS, un stylet plus long et son étui le tout à l'effigie de Princesse Peach, Mario et Luigi. |
| Stylo Brain Training                                                                | 500 | 2007  | Stylo à l’effigie du jeu Programme d'entraînement cérébral du Dr Kawashima : Quel âge a votre cerveau ?. |
| Statue The Legend of Zelda: Twilight Princess                                       | 15 000 | 2007  | Statue dorée limitée à 3 800 exemplaires représentant Link sur Epona. |
| Casquette Mario Kart                                                                | 2 300 | 2008  | Casquette blanche arborant le logo du jeu Mario Kart Wii. |
| Emploi du temps Pokémon                                                             | 200 | 2008  | Emploi du temps aux couleurs de Pokémon Diamant et Perle. |
| Autocollants Pokémon                                                                | 250 | 2008  | Set de 20 autocollants représentant les Pokémon de Pokémon Diamant et Perle. |
| Boîtier Pokémon pour cartes de jeu                                                  | 3 000 | 2008  | Boitier de rangement pour cartes de jeu Nintendo DS à l'effigie de la série Pokémon. |
| Boîte d'encens Wii Fit                                                              | 2 000 | 2008  | Boîte métallisée arborant le logo du jeu Wii Fit et contenant 40 bâtonnets d'encens. |
| Gourde Wii Fit                                                                      | 2 250 | 2008  | Gourde blanche en forme d'haltère et arborant le logo du jeu Wii Fit. |
| Chaussettes Wii Fit                                                                 | 1 500 | 2008  | Paire de chaussettes blanche de taille L arborant le logo du jeu Wii Fit. Des coussins anti-dérapant sont présents au niveau de la voûte plantaire. |
| Bonnet Wii Fit                                                                      | 2 200 | 2008  | Bonnet arborant le logo du jeu Wii Fit sur Wii. |
| Verre Club Nintendo                                                                 | 2 000 | 2008  | Verre transparent arborant le logo du Club Nintendo. |
| Tasse Club Nintendo                                                                 | 2 000 | 2008  | Tasse blanche arborant le logo du Club Nintendo. |
| T-shirt Club Nintendo                                                               | 3 500 | 2008  | T-shirt sur fond noir ou blanc arborant le logo du Club Nintendo. |
| Casquette Club Nintendo                                                             | 2 000 | 2008  | Casquette sur fond noir ou blanc arborant le logo du Club Nintendo. |
| Bande originale de Super Mario Galaxy - Platinum Edition                            | 4 850 | 2008  | Bande originale du jeu comprenant 81 titres sur 2 CD. |
| Bande originale de Super Mario Galaxy                                               | 3 850 | 2008  | Bande originale du jeu comprenant 28 titres sur un seul CD. |
| Coffret de pièces de collection Xenoblade Chronicles/The Last Story/Pandora's Tower | Offert aux personnes ayant enregistré les jeux Xenoblade Chronicles/The Last Story/Pandora's Tower                                                                       | 2012  | Coffret de pièces commémoratives à l’effigie des trois RPG édités sur Wii par Nintendo. |
| Lampe d'ambiance Nintendo DSi                                                       | 3 000 | 2009  | Lampe cubique qui change de couleur et arborant le logo de la Nintendo DSi. |
| T-shirt Wii Music                                                                   | 3 500 | 2009  | T-shirt blanc représentant une note de musique et arborant le logo Wii Music. |
| Harmonica Wii Music                                                                 | 2 500 | 2009  | Harmonica en plastique arborant le logo du jeu Wii Music. |
| Bob Wii Fit                                                                         | 3 000 | 2009  | Bob arborant le logo du jeu Wii Fit sur Wii. |
| Tong Wii Fit                                                                        | 4 000 | 2009  | Tong blanche et verte arborant le logo du jeu Wii Fit sur Wii. |
| Echarpe Wii Fit                                                                     | 2 500 | 2009  | Écharpe arborant le logo du jeu Wii Fit sur Wii. |
| Jeu Metroid: Zero Mission                                                           | 5 000 | 2009  | Un jeu Metroid: Zero Mission sur Game Boy Advance. |
| Jeu Mario Power Tennis                                                              | 5 000 | 2009  | Un jeu Mario Power Tennis sur Game Boy Advance. Cet objet a été de nouveau disponible en 2012 contre 2 500 étoiles. |
| Jeu Mario vs. Donkey Kong                                                           | 5 000 | 2009  | Un jeu Mario vs. Donkey Kong sur Game Boy Advance. |
| Jeu Kirby and the Amazing Mirror                                                    | 5 000 | 2009  | Un jeu Kirby and the Amazing Mirror sur Game Boy Advance. |
| Parapluie Nintendo                                                                  | 3 000 | 2009  | Un parapluie arborant le logo Nintendo. |
| Casquette Animal Crossing                                                           | 2 400 | 2009  | Casquette bleu ciel arborant le logo du jeu Animal Crossing: Let's Go to the City entouré par l'apparence garçon et fille du joueur. |
| T-shirt Animal Crossing                                                             | 3 500 | 2009  | T-shirt bleu ciel représentant l'apparence garçon et fille du joueur et arborant le logo du jeu Animal Crossing: Let's Go to the City. |
| Tapis de souris Animal Crossing: Let's Go to the City                               | 1 500 | 2009  | Tapis de souris représentant la pochette du jeu Animal Crossing: Let's Go to the City sur Wii. |
| Bande-son d'Animal Crossing « Your Favorite Songs »                                 | 3 000 | 2009  | Bande originale du jeu comprenant 39 titres sur un CD. |
| Sac à dos Animal Crossing                                                           | 6 500 | 2009  | Sac à dos bandoulière à l’effigie des personnages d’Animal Crossing. |
| Ballon gonflable Pokémon                                                            | 5 000 | 2009  | Ballon gonflable représentant le Pokémon Giratina. |
| Polo Pokémon                                                                        | 5 000 | 2009  | |
| T-shirt Pokémon                                                                     | 3 500 | 2009  | T-shirt représentant le Pokémon Giratina. |
| Cerf-volant Mario                                                                   | 3 000 | 2009  | Cerf-volant représentant Mario de Super Mario Galaxy. |
| Gants de boxe Punch Out!!                                                           | 2 500 | 2009  | Une paire de gants de boxe rouge de 8 cm arborant le logo du jeu Punch-Out!! |
| Peluche Pikmin                                                                      | 2 000 | 2009  | Une peluche de 24 cm à l'effigie d'un Pikmin bleu, rouge ou jaune. |
| Sac à dos Nintendo DSi                                                              | 7 500 | 2009  | Sac à dos bandoulière arborant le logo de la Nintendo DSi. |
| Silhouettes en mousse des personnages Nintendo                                      | 4 500 | 2009  | Lot de silhouettes en mousse à l'effigie de Princesse Peach, Link et Mario en duo avec un Koopa. |
| Silhouettes en mousse de la série Mario                                             | 4 500 | 2009  | Lot de silhouettes en mousse à l'effigie de Mario, Luigi et Bowser. |
| Game and Watch Collection                                                           | 5 000 | 2009  | Regroupement de trois titres Game and Watch (Oil Panic, Donkey Kong, et Green House) sur une cartouche Nintendo DS. |
| Wii Wheel Mario Kart Wii dorée                                                      | 4 000 | 2010  | Réplique dorée du Wii Wheel vendu en bundle avec Mario Kart Wii. Contient également un support afin de pouvoir l'exposer. |
| Housse de protection « Casquette Mario »                                            | 4 000 | 2010  | Housse de protection pour Nintendo DS et Nintendo 3DS ayant la forme de la casquette rouge de Mario. |
| Housse de protection « Casquette Luigi »                                            | 4 000 | 2010  | Housse de protection pour Nintendo DS et Nintendo 3DS ayant la forme de la casquette verte de Luigi. |
| Coffret Professeur Layton                                                           | Offert aux personnes ayant enregistré les jeux Professeur Layton et l'Étrange village, Professeur Layton et la Boîte de Pandore et Professeur Layton et le Destin Perdu. | 2010  | Coffret arborant les logos de la série Professeur Layton et permettant d'y ranger les trois premiers jeux de la série. |
| Game and Watch Ball                                                                 | 7 500 | 2010  | Reproduction du premier jeu électronique développé par Nintendo. |
| Manette classique Super NES pour Wii                                                | 7 000 | 2010  | Réplique de la manette classique Super Nintendo pour Nintendo Wii. |
| Pièce commémorative 25 ans de Mario                                                 | 750 | 2010  | Pièce commémorative célébrant le 25e anniversaire de Mario. |
| Cube sonore « Bloc ? »                                                              | 2 600 | 2010  | Réplique du cube « ? » jouant les mélodies du champignon ou de la pièce de la série Mario. Cet objet a été de nouveau disponible en 2013 contre 2 500 étoiles. |
| Support pour Télécommande Wii                                                       | 2 500 | 2010  | Support de couleur blanc pouvant accueillir jusqu'à quatre télécommandes Wii. |
| Cartes Hanafuda                                                                     | 2 500 | 2011  | Jeu de cartes Hanafuda en hommage aux origines de Nintendo. |
| Artbook Xenoblade « The Secret File MONADO Archives »                               | Offert aux 1 000 premières personnes ayant enregistré le coffret collector du jeu.                                                                                       | 2011  | Guide de 256 pages avec notamment de nombreux artworks, la liste de tous les PNJ, la biographie de chaque personnage, le listing de toutes les armes, etc. |
| Montre Animal Crossing                                                              | 4 000 | 2011  | Montre en acier inoxydable et au bracelet bleu ciel en cuir synthétique. Le fond du cadran représente la pochette du jeu Animal Crossing: Let's Go to the City sur Wii. |
| Pochon de rangement réversible                                                      | 1 000 | 2011  | Un pochon de rangement réversible très chic en velours. |
| Pochon Kirby                                                                        | 1 500 | 2011  | Pochon à l'effigie du personnage Kirby. Deux modèles existent l'un de couleur marron et rose et l'autre de couleur marron et vert. |
| The Legend Of Zelda : Ocarina Of Time 3D Original soundtrack                        | Offert aux personnes ayant enregistré le jeu The Legend of Zelda: Ocarina of Time 3D.                                                                                    | 2011  | OST du jeu comprenant 51 titres sur un CD. |
| T-shirt carte de Réalité Augmentée                                                  | Offert aux 3 000 premières personnes ayant enregistré leur console Nintendo 3DS.                                                                                         | 2011  | T-shirt numéroté arborant une carte de réalité augmentée. |
| Sensu Mario                                                                         | 1 000 | 2011  | Éventail pliant japonais de couleur bleu arborant le personnage de Bloups. |
| Housse de protection Nintendo DSi                                                   | 1 000 | 2011  | Housse de protection pour la console Nintendo DSi de couleur blanche et noire. |
| Figurine « La bande du Royaume Champignon »                                         | 7 000 | 2011  | Figurine La bande du Royaume Champignon regroupant Mario, Yoshi, Luigi, Princesse Peach, Bowser et un Goomba. |
| Dragonnes pour Wiimote                                                              | 2 500 | 2011  | Set de 4 dragonnes pour télécommande Wii de couleur rouge, jaune, verte ou bleue. |
| Stickers muraux New Super Mario Bros                                                | 4 000 | 2011  | Ensemble de stickers muraux à l'effigie du jeu New Super Mario Bros sur Wii. |
| Serviette de plage The Legend of Zelda                                              | 4 500 | 2011  | Serviette de plage de 150 cm représentant Link. |
| Sensu Animal Crossing                                                               | 1 000 | 2012  | Éventail pliant japonais à l'effigie de la série Animal Crossing. Il en existe deux possédant chacun des motifs différents. De plus l'un est de couleur bleue et l'autre de couleur rose.                                                                                        |
| Album d'autocollants Paper Mario: Sticker Star                                      | Offert aux 10 000 premières personnes ayant enregistré le jeu Paper Mario: Sticker Star                                                                                  | 2012  | Un album d'autocollants repositionnables contenant plusieurs stickers des personnages de Paper Mario: Sticker Star. |
| Cartes de Réalité Augmentée pour Kingdom Hearts 3D: Dream Drop Distance             | 200 | 2012  | Pack de 3 cartes de réalité augmentée permettant de bénéficier de trois nouveaux esprits rares. |
| Figurine Kingdom Hearts                                                             | Offert aux 230 premières personnes ayant enregistré le jeu Kingdom Hearts 3D: Dream Drop Distance                                                                        | 2012  | Figurines Kingdom Hearts représentant Sora ou Mickey Mouse. |
| Disque volant Kirby                                                                 | 2 500 | 2012  | Un frisbee à l’effigie du personnage Kirby. |
| Porte étiquette pour bagage Professeur Layton                                       | Offert aux 5 000 premières personnes ayant enregistré Professeur Layton et le Masque des miracles                                                                        | 2012  | Porte étiquette pour bagage en cuir véritable arborant le logo du Professeur Layton. |
| Cartes de Réalité Augmentée pour Kid Icarus: Uprising                               | 250 | 2012  | Lot de deux packs de 6 cartes de réalité Augmentée à utiliser dans le mode Combat de AR Card. |
| Essuie-mains Mario                                                                  | 1 000 | 2012  | Essuie-mains de couleur rouge, bleu ou jaune à l'effigie de Mario. |
| Nintendo 3DS édition « Mario Club Nintendo »                                        | A gagner lors d'un concours sur le site du Club Nintendo | 2012  | Nintendo 3DS de couleur rouge brillant à l’intérieur et sur la face arrière, bleu brillant sur la face avant avec des boutons jaunes de la salopette de Mario sur la face avant. Limitée à 1 000 exemplaires en Europe.                                                          |
| Nintendo 3DS édition « Toad Club Nintendo »                                         | A gagner lors d'un concours sur le site du Club Nintendo | 2012  | Nintendo 3DS de couleur blanc brillant à l’intérieur et sur la face arrière, rouge brillant sur la face avant avec des points blancs rappelant le personnage de Toad. Limitée à 1 000 exemplaires en Europe.                                                                     |
| Nintendo 3DS édition « Peach Club Nintendo »                                        | A gagner lors d'un concours sur le site du Club Nintendo | 2012  | Nintendo 3DS de couleur rose brillant avec des motifs roses et bleus rappelant la robe et les bijoux de la Princesse Peach. Limitée à 1 000 exemplaires en Europe. |
| Set de fonds d'écran The Legend of Zelda                                            | 50 | 2012  | Le set comprend deux fonds d'écran The Legend of Zelda: Skyward Sword et un troisième qui présente Link. |
| Mini-Trophée Mario Kart 7 - Feuille                                                 | 5 000 | 2012  | Représentation du trophée de la coupe Feuille du jeu Mario Kart 7. |
| Mini-Trophée Mario Kart 7 - Carapace                                                | 5 000 | 2012  | Représentation du trophée de la coupe Carapace du jeu Mario Kart 7. |
| Mini-Trophée Mario Kart 7 - Spécial                                                 | 5 000 | 2012  | Représentation du trophée de la coupe Spécial du jeu Mario Kart 7. |
| Mini-Trophée Mario Kart 7 - Éclair                                                  | 5 000 | 2013  | Représentation du trophée de la coupe Éclair du jeu Mario Kart 7. |
| Mini-Trophée Mario Kart 7 - Banane                                                  | 5 000 | 2013  | Représentation du trophée de la coupe Banane du jeu Mario Kart 7. |
| Mini-Trophée Mario Kart 7 - Champignon                                              | 5 000 | 2013  | Représentation du trophée de la coupe Champignon du jeu Mario Kart 7. |
| Livret de notes adhésives Paper Mario: Sticker Star                                 | 1 000 | 2013  | Ensemble de 3 lots de post-it Paper Mario: Sticker Star. Existe en trois variantes. |
| Code pour télécharger le premier Castlevania sorti sur NES                          | Offert aux 2 000 premières personnes ayant enregistré le jeu Castlevania: Lords of Shadow - Mirror of Fate                                                               | 2013  | Code pour télécharger sur le Nintendo eShop le premier Castlevania sorti sur NES. |
| Pièce commémorative 25 ans de Luigi                                                 | 1 500 | 2013  | Pièce commémorative célébrant le 30e anniversaire de Luigi. |
| Cahier Mario                                                                        | 2 000 | 2013  | Cahier à spirale au format A5 dont les couvertures avant et arrière sont recouvertes d'une couche de plastique transparent. Il existe trois cahiers, le premier aux motifs de Mario, le deuxième au motif de Princesse Peach et le dernier au motifs de Boo.                     |
| Carnet Animal Crossing: New Leaf en relief                                          | 1 500 | 2013  | Carnet à spirale d'environ 100 pages à l'effigie du jeu Animal Crossing: New Leaf. Sur la couverture du carnet, le logo du jeu est en relief. |
| Etui à cartes de jeu Club Nintendo                                                  | 1 250 | 2013  | Étui pour cartes de jeux pouvant contenir jusqu'à 18 jeux Nintendo DS ou Nintendo 3DS. Chaque étui est accompagné de trois jaquettes réversibles : Mario et ses power-ups ; Mario, Princesse Peach et Yoshi ; Boo et Bill Ball.                                                  |
| Porte-clefs fruit Pikmin                                                            | 1 700 | 2013  | Porte-clefs représentant un Pikmin rouge accroché à un abricot ou un Pikmin jaune accroché à une fraise. |
| Chiffon nettoyant Yoshi                                                             | 1 500 | 2013  | Chiffon nettoyant en polyester blanc à pois verts, jaunes ou roses. |
| Mini-sacoche Mario & mini-sacoche Luigi                                             | 2 500 | 2012  | Deux mini-sacoches de protection permettant de ranger environ 12 cartes de jeu Nintendo DS ou Nintendo 3DS. L'une ayant la forme de la casquette rouge de Mario et l'autre la forme de la casquette verte de Luigi.                                                              |
| Lacets Mario                                                                        | 1 500 | 2013  | Set de lacets au thème de la série Mario. Ce set contient deux paires de lacets, une blanche arborant les transformations légendaires de Mario et une jaune sur laquelle figurent les fameux sbires de Bowser.                                                                   |
| Set de relaxation Luigi / Princesse Peach                                           | 6 000 | 2013  | Set de relaxation composé d'une couverture, d'une housse pour la couverture et d'un masque de nuit. L'un est bleu foncé et la housse et le masque de nuit possèdent un motif de Luigi. L'autre est rose et la housse et le masque de nuit possèdent un motif de Princesse Peach. |
| Diorama Luigi's Mansion 2                                                           | 7 000 | 2013  | Figurine inspirée du jeu Luigi's Mansion 2 représentant Luigi avec l'Ectoblast 5000, un fantôme Sacripon et l'Ectochien. |
| Station de recharge Nintendo 3DS XL                                                 | 4 500 | 2014  | Station de recharge pour Nintendo 3DS XL de couleur rouge, jaune, verte, blanche ou bleue. |
| Pochon Power-Up                                                                     | 2 500 | 2014  | Pochon souple avec cordon de serrage, décoré de transformations de Mario, de couleur bleu, gris ou bleu clair. |
| Cartes à jouer premium de Mario                                                     | 3 000 | 2014  | Jeu de 54 cartes en plastique semi-transparent à l’effigie des personnages de la série Mario. |
| Bande-son de Super Mario 3D World                                                   | 3 000 | 2014  | Bande originale du jeu comprenant 77 titres sur deux CD. |
| Pochettes Yoshi & set de marque-pages                                               | 1 000 | 2014  | Ensemble de deux pochettes de rangement pour documents à l'effigie du jeu Yoshi's New Island. |
| Sac à dos Yoshi                                                                     | 6 500 | 2013  | Sac à doc a l'apparence d'un œuf de la série des jeux Yoshi. |
| Pochette de rangement The Legend of Zelda                                           | 4 000 | 2014  | Pochette de nylon vert foncé arborant le blason légendaire de la série The Legend of Zelda. |
| Peluche Yoshi                                                                       | 5 000 | 2014  | Peluche de 19 cm représentant Yoshi tenant une pomme. |
| Bande-son de Kirby: Triple Deluxe                                                   | 2 000 | 2014  | Bande originale du jeu Kirby: Triple Deluxe comprenant 49 titres sur un CD. |
| Sonneries pour mobile New Super Luigi U                                             | 50 | 2014  | Sonnerie au format WAV et d'une durée de 15 secondes extrait du jeu New Super Luigi U. |
| Sonneries pour mobile Pikmin 3                                                      | 50 | 2014  | Sonnerie au format WAV et d'une durée de 15 secondes extrait du jeu Pikmin 3. |
| Sonneries pour mobile The Legend of Zelda: The Wind Waker HD                        | 50 | 2014  | Sonnerie au format WAV et d'une durée de 15 secondes extrait du jeu The Legend of Zelda: The Wind Waker HD. |
| Fond d'écran Nintendo                                                               | 50 | 2014  | Fond d'écran de couleur blanche représentant les différents personnages emblématiques de la marque. |
| Fond d'écran Pikmin 3                                                               | 50 | 2014  | Fond d'écran de couleur blanche représentant Alph, Brittany, Charlie et un Pikmin rouge. |
| Fond d'écran Yoshi                                                                  | 50 | 2014  | Fond d'écran de couleur verte représentant différentes silhouettes de Yoshi. |
| Papier cadeau Mario 8-bit                                                           | 2 000 | 2014  | Ensemble de deux rouleaux de papier cadeaux, un rouge et un bleu, chacun mesurant 60 cm x 84 cm. |
| Lot de broches Mario Kart 8                                                         | 4 000 | 2014  | Set de trois broches représentant le Boomerang, la Plante Piranha et le Super Klaxon, le tout dans une boite noire de dimensions 13,7 cm x 7 cm x 3,4 cm. |
| T-Shirt Mario Kart 8                                                                | 3 750 | 2014  | T-shirt unisexe gris 100% coton représentant les silhouettes des douze pilotes de Mario Kart 8 avec leur noms en japonais. Ce t-shirt est disponible en trois tailles : M, L et XL.                                                                                              |
| Balles Mario Golf                                                                   | 3 500 | 2014  | Lot de quatre balles de couleur blanche, décorées des célèbres personnages Nintendo : Mario, Luigi, Peach et Yoshi. Dimensions de la boîte : environ 9,5 cm x 9,5 cm x 4,5 cm. Matériaux des balles : caoutchouc et résine synthétique.                                          |
| Casquette Super Mario                                                               | 4 000 | 2015  | Casquette rouge "Super Mario" en polyester et coton. |

### Japon
| Objet                                                   | Nombre de points | Année | Description |
| ------------------------------------------------------- | ---------------- | ----- | --- |
| Figurines « Mario Family »                              | ???              | 2004  | Ensemble de cinq figurines représentants Mario, Yoshi, Luigi, Princesse Peach et Toad.                                                                        |
| Bande-son de Donkey Kong Country Returns                | 400              | 2011  | Bande originale du jeu Donkey Kong Country Returns sur un CD. Pour les personnes ayant enregistré le jeu ce goodie était proposé à 250 points.                |
| Pochon Kirby                                            | 150              | 2011  | Pochon à l'effigie du personnage Kirby. Deux modèles existent l'un de couleur marron et rose et l'autre de couleur marron et vert.                            |
| Rouleaux de ruban décoratif                             | 250              | 2014  | Set de trois rouleaux de ruban décoratif, aux couleurs du jeu Super Mario Bros.. Chaque rouleau mesure 10 mètres de long et 15 mm de large.                   |
| Peluche Yoshi                                           | 650              | 2014  | Peluche de 19 cm représentant Yoshi tenant une pomme. |
| Bande-son de The Legend of Zelda: A Link Between Worlds | 500              | 2014  | Bande originale du jeu The Legend of Zelda: A Link Between Worlds sur 2 CD. À sa sortie en octobre, ce goodies était proposé à 250 jusqu'au mois de novembre. |
| Jeu de cartes Animal Crossing                           | 200              | 2014  | Un jeu de cartes à l'effigie de la série Animal Crossing. Existe en bleu ou en rose.                                                                          |
| Livre pour enfants Mario                                | 180              | 2014  | Un livre pour enfant à l'effigie de Mario. |